# Venom (Album)
Venom (englisch für „Gift“, besonders „Schlangengift“), Arbeitstitel BFMV 5, ist das fünfte Studioalbum der 1998 gegründeten Metal-Band Bullet for My Valentine aus dem walisischen Bridgend. Das Album erschien am 14. August 2015 weltweit.

## Entstehung
Am 19. November 2013 wurde auf BBC Radio 1 ein neuer Song namens Raising Hell vorgestellt, mit dem sich die Band musikalisch wieder ihren früheren Alben annähert, da die letzten Alben, Fever und vor allem Temper Temper nicht den gewünschten kommerziellen Erfolg verbuchen konnten.
Am 6. Januar 2014 kündigte Tuck via Twitter an, dass die Band begonnen hat das nächste Album im Studio aufzunehmen.
Auf ihrer Homepage gab die Band am 9. Februar 2015 bekannt, dass sich Jason James von der Band getrennt hat.
Am 11. Mai 2015 kündigte die Band via Facebook an, am Sonntag, den 17. Mai 2015 einen neuen Song namens No Way Out auf BBC Radio 1 vorzustellen. Am 18. Mai 2015, veröffentlicht die Band diese neue Single auf YouTube, und gaben sie kurz darauf zum Download frei. Ebenfalls wurde offiziell der Albumstitel für das fünfte Album mit Venom bekanntgegeben. Als Veröffentlichungstermin wurde der 14. August 2015 gewählt. Zudem wurde mit Jamie Mathias, welcher früher bei Revoker spielte, ein Nachfolger für James gefunden.
Im April 2015 wurde eine Tournee für Süd- und Nordamerika angekündigt.
Am 24. Juni 2015 veröffentlichte die Band eine zweite Single namens You Want a Battle? (Here’s a War) aus dem kommenden Album Venom.
Die dritte Single Army of Noise erschien am 17. Juli 2015.
Am 10. August 2015 erschien mit Playing God ein Song, welcher auf der Deluxe-Version von Venom zu finden ist.
Drei Tage später, also am 13. August 2015 wurde mit Worthless ein weiterer Song veröffentlicht.
Am 16. Oktober 2015 wurde mit Venom die 5. Single als Musikvideo veröffentlicht.
Am 8. Februar 2016 wurde zur Single Worthless ein Musikvideo veröffentlicht.

## Promotion
Schon knapp 2 Jahre vor der Veröffentlichung des Albums wurde mit Raising Hell ein Song aus dem kommenden Album präsentiert, welcher kurze Zeit später auch als Single ausgekoppelt wurde.
Am 7. August 2015, eine Woche vor der Veröffentlichung wurde via Instagram der Countdown gestartet. Die Band veröffentlichte jeden Tag ein Bild mit absteigender Zahl.

## Rezeption

### Resonanz
In der Schweiz und in Australien erreichte das Album jeweils Platz 1 in den Albumcharts.
In Deutschland und Österreich landete das Album auf Platz zwei. Im Vereinigten Königreich belegte Venom den dritten Platz. Und in Finnland, Neuseeland und in den Vereinigten Staaten erreichte das Album eine Platzierung in den Top Ten.

### Kritiken
The Guardian ging von Anfang an davon aus, dass es für Bullet for My Valentine nicht einfach werden würde, die Fehler von Temper Temper auszubügeln. Jedoch konnten sie mit Venom wieder mehr an „alte Zeiten“ anknüpfen.
Marcel Menne von Plattentests.de konnte der neuen Härte viel ab:

„Der Grundton, das macht bereits der instrumentale Opener ‚V‘ klar, ist nun wesentlich düsterer. Was den Rest der neuen Stücke betrifft, können alle beruhigt sein, die sich anhand der Vorabsingles ‚No way out‘ und ‚Army of noise‘ die alte Härte auf Albumlänge zurückwünschten. Mit Songs wie ‚Broken‘ oder ‚Worthless‘ schlagen Tucks Mannen nämlich noch tiefer in die von den Fans gewünschte Kerbe und lassen so sicherlich mit ein paar gekonnt gesetzten Hooks einige Herzen höher schlagen.“

Alex Klug, Autor von metal.de, ist der Meinung, dass Venom nicht an The Poison heranreicht:

„… Ob es Matt Tuck & Co. unter diesen Voraussetzungen gelingt, ein zweites ‚The Poison‘ abzuliefern? Achtung, Spoiler: Nein. …
… So darf ein Titel wie ‚Worthless‘ gerne einmal wörtlich genommen werden: Die Halbballade vermag emotional rein gar nichts zu reißen – selbst semi-charmante Kitsch-Eklats wie ‚Forever And Always‘ (‚Scream Aim Fire‘, 2008) konnten da mehr. …“

## Musikstil
Das Album ist eine deutliche Abkehr von den Vorgängeralben Fever und Temper Temper. Mit Venom markiert Bullet for My Valentine die Rückkehr des Thrash-Metal-Sounds aus Scream Aim Fire. Mit einem Mix aus klarem und für den Metal typischen Kreisch-Gesang nähern sie sich auch den klassischen Metalcore-Elementen wieder etwas mehr an.

## Inhalte

### Titelliste
| Standard-Version              | Standard-Version                            | Standard-Version | Standard-Version                                                               |
| ----------------------------- | ------------------------------------------- | ---------------- | ------------------------------------------------------------------------------ |
| Nr.                           | Titel                                       | Länge            | Bemerkung                                                                      |
| 1                             | V                                           | 1:26             |                                                                                |
| 2                             | No Way Out                                  | 3:53             | 2. Single                                                                      |
| 3                             | Army of Noise                               | 4:18             | 4. Single                                                                      |
| 4                             | Worthless                                   | 3:18             | 2. Promo-Single                                                                |
| 5                             | You Want a Battle? (Here’s a War)           | 4:14             | 3. Single                                                                      |
| 6                             | Broken                                      | 3:39             |                                                                                |
| 7                             | Venom                                       | 3:54             | 5. Single                                                                      |
| 8                             | The Harder the Heart (The Harder It Breaks) | 4:00             |                                                                                |
| 9                             | Skin                                        | 3:59             |                                                                                |
| 10                            | Hell or High Water                          | 4:36             |                                                                                |
| 11                            | Pariah                                      | 3:46             |                                                                                |
| Deluxe Edition Bonustracks    |                                             |                  |                                                                                |
| Nr.                           | Titel                                       | Länge            | Bemerkung                                                                      |
| 12                            | Playing God                                 | 3:52             | 1. Promo-Single                                                                |
| 13                            | Run for Your Life                           | 3:34             |                                                                                |
| 14                            | In Loving Memory (Demo Version)             | 4:02             |                                                                                |
| 15                            | Raising Hell                                | 4:35             | 1. Single                                                                      |
| Japanische Bonustracks        |                                             |                  |                                                                                |
| Nr.                           | Titel                                       | Länge            | Bemerkung                                                                      |
| 16                            | Live Medley                                 | 5:10             | - Hand of Blood - Room 409 - Hearts Burst into Fire - Begging for Mercy - Riot |
| 17                            | 4 Words (To Choke Upon) (Live)              | 3:57             |                                                                                |
| 18                            | Raising Hell (Live)                         | 4:38             |                                                                                |
| Deutsche/Best Buy Bonustracks |                                             |                  |                                                                                |
| Nr.                           | Titel                                       | Länge            | Bemerkung                                                                      |
| 16                            | Ace of Spades (Motörhead Cover)             | 2:33             |                                                                                |
| 17                            | Scream Aim Fire (Live)                      | 5:27             | Wembley Arena, am 5. Dezember 2013                                             |

## Singleauskopplungen

### Raising Hell
Die erste Singleauskopplung war Raising Hell und wurde schon am 19. November 2013 auf BBC Radio 1 vorgestellt.
Im Video ist die Band zu sehen, die gemeinsam den Song spielt.

### No Way Out
No Way Out war die zweite Singleauskopplung des Albums und wurde am 17. Mai 2015 veröffentlicht.
Beim Video zu No Way Out handelt es sich um ein Lyric-Video.

### You Want a Battle? (Here’s a War)
Die dritte Singleauskopplung war You Want a Battle? (Here’s a War) und erschien am 24. Juni 2015.
In dem Video zu You Want a Battle? (Here’s a War) wird zum einen die Band gezeigt, wie auch eine Mutter und deren Tochter, die sich gegen den Vater zur Wehr setzen.

### Army of Noise
Army of Noise war die vierte Singleauskopplung des Albums und wurde am 17. Juli 2015 veröffentlicht.
Bei Army of Noise handelt es sich um ein Audio-Video, es ist nur der Song zu hören und das Albumcover bzw. dessen Veröffentlichungsdatum zu sehen.
Am 12. August 2015 wurde ein weiteres Video zu Army of Noise veröffentlicht.

### Playing God
Der fünfte Song, Playing God, erschien am 10. August 2015.
Auch bei Playing God handelt es sich um ein Audio-Video. Es ist nur das Albumcover der Deluxe-Edition zu sehen.

### Worthless
Worthless wurde am 13. August 2015 veröffentlicht und kann wie Playing God als Promo-Single angesehen werden.
Bei Worthless handelt es sich auch um ein Audio-Video. Es ist nur das Albumcover der Standard-Version zu sehen.
Zu „Worthless“ wurde am 8. Februar 2016 zusätzlich zum Audio-Video ein Musikvideo veröffentlicht.

### Venom
Am 16. Oktober 2015 wurde mit Venom ein weiterer Song als Musikvideo veröffentlicht.
Beim Musikvideo zu Venom handelt es sich um einen Prolog (Vorgeschichte) zu You Want a Battle? (Here’s a War). Der Vater wird hier als das „Gift“ dargestellt, der die Familie zerstört hat.

## Videos

### Musikvideos
- 2013: Raising Hell
- 2015: You Want a Battle? (Here’s a War)
- 2015: Army of Noise
- 2015: Venom
- 2015: Worthless

### Lyric/Audio-Videos
- 2015: No Way Out
- 2015: Army of Noise
- 2015: Playing God
- 2015: Worthless